# Eustrotia nubila
Eustrotia nubila là một loài bướm đêm trong họ Noctuidae.